# フィアット・500e
フィアット・500e（フィアット・チンクエチェントイー、Fiat NEW 500、project 332）は、イタリアの自動車メーカー・フィアットによるAセグメントの二次電池式電気自動車（BEV）である。2020年3月4日にイタリア、ミラノで公開された。500eはトリノのミラフィオーリ工場で製造される。
内燃機関車（ICEV）のフィアット・500（2007年 - 2019年）のコンバージョンEVもFiat 500eとして以前販売された。このモデルはフィアット・クライスラー・オートモービルズがクリーンエネルギークレジットを得るための「コンプライアンスカー」（法令遵守車）としてアメリカ合衆国のカリフォルニア州とオレゴン州でのみ販売され、航続距離は2020年版500eよりかなり短い。

## 日本での販売
日本では2022年6月25日から発売が開始された。16インチアルミホイールや7インチフルカラーTFTマルチインフォメーションディスプレイ、衝突被害軽減ブレーキ、クルーズコントロールなどを備えたエントリーモデルの「Pop」、アルミホイールが17インチにサイズアップし、LEDヘッドランプとオートハイビーム、アダプティブクルーズコントロールなどを備えた「Icon」、「Icon」をカブリオレにした「Open」の3タイプが設定される。後に「Pop」が廃止され、「Icon」と「Open」の2グレード展開になっている。
付属のCHAdeMOアダプターを介した急速充電にも対応する。
但し、販売としての形はとらず、リース形式（FIAT ECO PLANもしくはパケットFIAT）での契約のみとなる。